# ایلای (فیلم ۲۰۱۹)
ایلای (به انگلیسی: Eli) یک فیلم آمریکایی در ژانر ترسناک به کارگردانی سرن فوی و نویسندگی دیوید چیرچایریلو، اییِن بی. گلدبرگ و ریچارد ناینگ است. از ستارگان فیلم می‌توان به سیدی سینک اشاره کرد. نت‌فلیکس این فیلم را از استودیوی پارامونت خریداری کرد و آن را برای انتشار در ۱۸ اکتبر ۲۰۱۹ در نظر گرفت.

## خلاصه داستان
پسر بچه ای به نام ایلای که از بیماری اشکال در سیستم ایمنی بدن رنج می‌برد و کوچک‌ترین ناخالصی در هوا و آب می‌تواند او را بکشد، به همراه مادر و پدرش به یک مرکز درمانی مراجعه می‌کند. پزشک معالج او، دکتر هورن، با استفاده از روش‌های درمانی تجربی، سعی دارد تا ایلای را درمان کند، اما ایلای در دوران اقامت خود در آن مرکز متوجه اتفاقات عجیبی در اطراف خود شده و ارواحی را او ارتباط برقرار می‌کنند، پس از مدتی ایلای در می‌یابد تمام بیماران قبلی که به این مرکز مراجعه کرده‌اند توسط پزشک کشته شده‌اند و روح آن‌ها در این مرکز مانده‌است.
ایلای تلاش می‌کند راهی برای خروج و نجات پیدا کند اما با مخالفت پدر و مادرش رو به رو می‌شود، در مرحله آخر درمان، ایلای متوجه قدرت‌های خود می‌شود و پزشک و پرستاران را با نیروی ذهنش می‌کشد، پس از آن مادر ایلای اعتراف می‌کند که ایلای را در یک معامله با شیطان به دست آورده و پدر اون شیطان است و دکترها قصد داشتند شیطان را از بدن او خارج کنند.
در نهایت ایلای و مادرش به همراه یک دختر دیگر که او نیز فرزند شیطان است، از آنجا فرار می‌کنند.

## بازیگران
- چارلی شاتول در نقش ایلای میلر
- کلی رایلی در نقش رز میلر، مادر ایلای
- سیدی سینک در نقش هیلی
- لیلی تیلور در نقش دکتر ایزابلا هورن
- مکس مارتینی در نقش پل میلر، پدر ایلای

## تولید
در مارس ۲۰۱۷، اعلام شد که سرن فوی فیلم ترسناکی را همراه با نویسندگی دیوید چیرچایریلو، اییِن بی. گلدبرگ و ریچارد ناینگ کارگردانی خواهد کرد. ترور میسی و جان زاوزیرنی تهیه‌کنندگان این فیلم اعلام شدند، در حالی که ملیندا نیشیوکا هم به عنوان همکار تولید خواهد کرد. در اکتبر سال ۲۰۱۷، چارلی شاتول به بازیگران این فیلم پیوست. در دسامبر ۲۰۱۷، سیدی سینک و کلی رایلی به بازیگران این فیلم پیوستند. در ژانویه ۲۰۱۸، لیلی تیلور و مکس مارتینی به بازیگران این فیلم پیوستند.

### فیلمبرداری
فیلمبرداری این فیلم در ژانویه ۲۰۱۸ آغاز شد.

## انتشار
شرکت پارامونت در اکتبر ۲۰۱۷ حق توزیع فیلم را کسب کرد و در ۴ ژانویه ۲۰۱۹ آن را آزاد کرد. با این حال، نت فلیکس حق توزیع فیلم را از شرکت پارامونت خریداری کرد و این فیلم در تاریخ ۱۸ اکتبر ۲۰۱۹ منتشر شد.